# De Soto Motor Car Company
De Soto Motor Car Company war ein US-amerikanischer Hersteller von Automobilen.

## Unternehmensgeschichte
H. J. Clark, L. M. Field, Glenn Fry, Hayes Fry und V. H. Van Sickle gründeten im November 1912 das Unternehmen in Auburn in Indiana. Es gehörte zur Zimmerman Manufacturing Company aus der gleichen Stadt. Die Produktion von Automobilen begann, die als De Soto vermarktet wurden. Pläne, die Produktion in ein anderes Werk nach Fort Wayne zu verlagern, wurden nicht mehr umgesetzt. Spät im Jahr 1914 endete die Produktion. John Zimmerman, der die Zimmerman Manufacturing Company alleine leitete, beschloss, dass die Fahrzeugproduktion nur noch unter dem Namen Zimmerman fortgesetzt werden sollte.
Es gab keine Verbindung zur langjährigen Automarke DeSoto von Chrysler.

## Fahrzeuge
Das erste Modell 1913 war der Six. Er hatte einen Sechszylindermotor mit 55 PS Leistung. Der Radstand betrug 330 cm. Der einzige Aufbau war ein fünfsitziger Tourenwagen. Im Folgejahr wurde der Radstand auf 335 cm verlängert. Darauf entstanden Aufbauten als fünf- und siebensitzige Tourenwagen sowie als zwei- und viersitzige Roadster.
1914 erschien ein zweites Modell. Es wurde zwar als Cyclecar bezeichnet, allerdings erfüllte es die Kriterien nicht. Ein V2-Motor mit 88,9 mm Bohrung, 93,2 mm Hub und 1157 cm³ Hubraum leistete 10 PS. Das Fahrgestell hatte 254 cm Radstand. Die offene Karosserie des Roadsters bot Platz für zwei Personen hintereinander. Das Leergewicht war mit 249 kg angegeben.

## Modellübersicht
| Jahr | Modell   | Zylinder | Leistung (PS) | Radstand (cm) | Aufbau                                                            |
| ---- | -------- | -------- | ------------- | ------------- | ----------------------------------------------------------------- |
| 1913 | Six      | 6        | 55            | 330           | Tourenwagen 5-sitzig                                              |
| 1914 | Six      | 6        | 55            | 335           | Tourenwagen 5-sitzig und 7-sitzig, Roadster 2-sitzig und 4-sitzig |
| 1914 | Cyclecar | 2        | 10            | 254           | Tandem Roadster                                                   |